# 有田町立西有田中学校
有田町立西有田中学校（ありたちょうりつにしありたちゅうがっこう）は、佐賀県西松浦郡有田町立部にある公立中学校。

## 概要
有田焼で知られる有田町にある。2021年度の生徒数は233名（特別支援学級の4名を含む）。

## 沿革
旧・曲川中学校
- 1947年（昭和22年）5月 - 曲川実業青年学校普通科が改組され、新制中学校「曲川村立曲川中学校」が発足。青年学校の校舎を継続して使用。初代校長は高木一人。
- 1955年（昭和30年）4月1日 - 西有田村の発足により、「西有田村立曲川中学校」に改称。
- 1956年（昭和31年）1月1日 - 西有田村の分村により、校区が改定され、南川良地区の生徒が有田町立有田中学校へ転出。
- 1959年（昭和34年）8月31日 - 統合のため閉校。ただし、統合校舎完成までの間、「南校舎」として使用が継続される。

旧・大山中学校
- 1947年（昭和22年）5月 - 大山実業青年学校普通科が改組され、新制中学校「大山村立大山中学校」が発足。青年学校の校舎を継続して使用。初代校長は江口不可止。
- 1955年（昭和30年）4月1日 - 西有田村の発足により、「西有田村立大山中学校」に改称。
- 1959年（昭和34年）8月31日 - 統合のため閉校。ただし、統合校舎完成までの間、「北校舎」として使用が継続される。

統合・西有田中学校
- 1959年（昭和34年）9月1日 - 上記の中学校2校（曲川・大山）を統合の上、「西有田村立西有田中学校」を設置。統合校舎完成までの間、旧曲川中校舎を「南校舎」、旧大山中校舎を「北校舎」として使用を継続。
- 1961年（昭和36年）1月8日 - 統合校舎が完成し、全生徒を収容。南校舎および北校舎を廃止。
- 1962年（昭和37年）12月 - 体育館が完成。
- 1965年（昭和40年）4月1日 - 西有田町の発足により、「西有田町立西有田中学校」に改称。
- 1970年（昭和45年）3月 - 校歌を制定。
- 1975年（昭和50年）8月 - プールが完成。
- 2006年（平成18年）3月1日 - 有田町との合併により、「有田町立西有田中学校」（現校名）に改称。

## 通学区域
有田町立曲川小学校 および 有田町立大山小学校の通学区域

## 進学前小学校
- 有田町立曲川小学校
- 有田町立大山小学校

## 校区内の主な施設
- 有田町西図書館（有田町役場庁舎2階）
- 竜門峡
- 岳の棚田（日本の棚田百選）
- 山谷大堤（ため池百選）

## 交通
- 松浦鉄道西九州線西有田駅から徒歩5分、車で2分（0.8 kｍ）
- JR佐世保線有田駅から車で8分（5 kｍ）
- 西肥バス、有田町コミュニティバス　有田町役場前から徒歩5分（0.8 km）
- 西九州自動車道佐世保三川内インターチェンジから車で8分（5 km）

## 参考資料
- 「西有田町史 下巻」（西有田町史編さん委員会, 1988年（昭和63年）9月30日発行）